# Søren Skov
Søren Skov (Nyborg, 21 febbraio 1954 – Lucerna, 19 agosto 2022) è stato un calciatore danese, di ruolo attaccante.

## Biografia

### Club
Iniziò a giocare nella seconda divisione danese nella squadra della sua città natale; nel 1975 passò all'Odense, con cui ottiene la promozione. Si trasferisce però ad Amburgo per giocare in Zweite Bundesliga nel St. Pauli: la squadra vinse il campionato nel 1977 grazie anche ai 7 gol di Skov. Nuovo trasferimento immediato a fine stagione, questa volta in Belgio tra le file del Cercle Bruges: il club militava in massima divisione, e il danese vi rimase per 5 stagioni; si mise particolarmente in luce nell'ultima di queste, realizzando 23 gol.
Le sue prestazioni venbero intanto notate da Antonio Sibilia, che nell'estate del 1982 lo tesserò per l'Avellino. La società aveva appena ceduto Juary all'Inter, ma aveva in rosa, tra gli altri, Stefano Tacconi, Giovanni Cervone, Luciano Favero, Beniamino Vignola e Gerónimo Barbadillo, mentre in panchina c'era Giuseppe Marchioro. L'inizio della stagione per il danese fu incoraggiante, con gol segnati nelle amichevoli e anche nelle prime uscite in Coppa Italia contro Lazio e Napoli (e in seguito segnerà anche una doppietta negli ottavi, alla Roma, nella sconfitta esterna per 5-3). Le cose cambiarono però quando a Marchioro subentrò Fernando Veneranda: Skov si trovò infatti ben presto confinato tra le riserve e non riuscì a incidere assolutamente sulle vicende della squadra irpina, che raggiunse la salvezza senza il suo apporto. Alla fine furono 16 le presenze in campionato, senza reti segnate.
Il calciatore danese lasciò quindi l'Italia nell'estate del 1983. Tornò a giocare nella seconda divisione tedesca, questa volta nell'Hertha Berlino, mentre nel 1985 approdò in Svizzera, prima nel Winterthur, poi nel San Gallo. Chiuse qui la carriera nel 1987.

### Nazionale
Nel 1982 scese in campo 3 volte con la maglia della Danimarca, senza realizzare nessuna rete.

## Statistiche

### Cronologia presenze e reti in nazionale
| Cronologia completa delle presenze e delle reti in nazionale ― Danimarca | Cronologia completa delle presenze e delle reti in nazionale ― Danimarca | Cronologia completa delle presenze e delle reti in nazionale ― Danimarca | Cronologia completa delle presenze e delle reti in nazionale ― Danimarca | Cronologia completa delle presenze e delle reti in nazionale ― Danimarca | Cronologia completa delle presenze e delle reti in nazionale ― Danimarca | Cronologia completa delle presenze e delle reti in nazionale ― Danimarca | Cronologia completa delle presenze e delle reti in nazionale ― Danimarca |
| Data                                                                     | Città                                                                    | In casa                                                                  | Risultato                                                                | Ospiti                                                                   | Competizione                                                             | Reti                                                                     | Note                                                                     |
| ------------------------------------------------------------------------ | ------------------------------------------------------------------------ | ------------------------------------------------------------------------ | ------------------------------------------------------------------------ | ------------------------------------------------------------------------ | ------------------------------------------------------------------------ | ------------------------------------------------------------------------ | ------------------------------------------------------------------------ |
| 5-5-1982                                                                 | Copenaghen                                                               | Danimarca                                                                | 1 – 1                                                                    | Svezia                                                                   | Amichevole                                                               | -                                                                        | 71’                                                                      |
| 19-5-1982                                                                | Vienna                                                                   | Austria                                                                  | 1 – 0                                                                    | Danimarca                                                                | Amichevole                                                               | -                                                                        |                                                                          |
| 27-5-1982                                                                | Copenaghen                                                               | Danimarca                                                                | 1 – 0                                                                    | Belgio                                                                   | Amichevole                                                               | -                                                                        | 46’                                                                      |
| Totale                                                                   |                                                                          | Presenze                                                                 | 3                                                                        |                                                                          | Reti                                                                     | 0                                                                        |                                                                          |